# Видерау
Видерау је село јужно од Лајпцига, у Немачкој. У њему живи око 400 људи. У Видерауу се налази замак из 18. века и велики антенски торањ - примопредајник Видерау.